# Augochloropsis danielis
Augochloropsis danielis är en biart som beskrevs av Embrik Strand 1910. Augochloropsis danielis ingår i släktet Augochloropsis och familjen vägbin. Inga underarter finns listade.